# Ducati Diavel

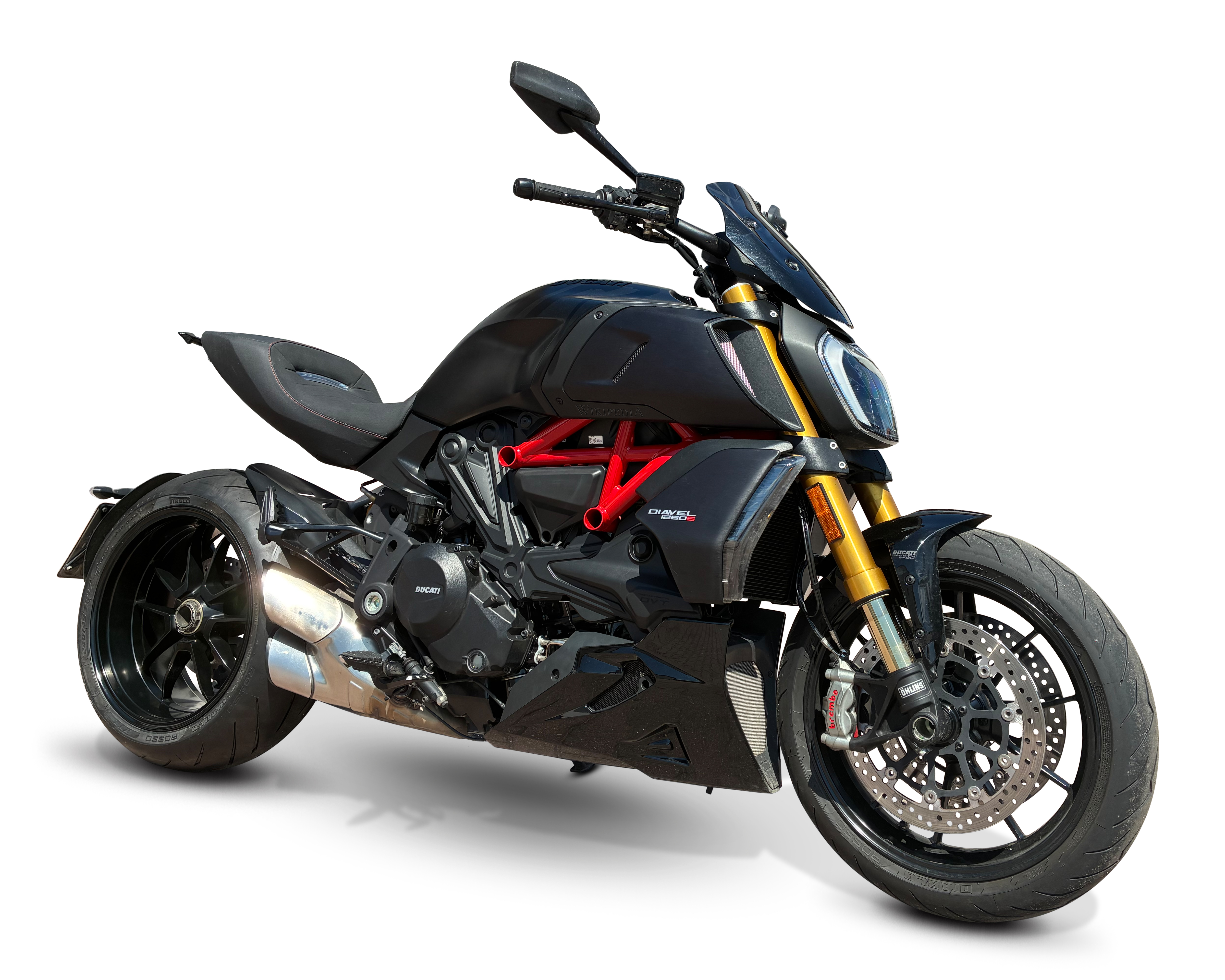
Ducati Diavel 1260 S

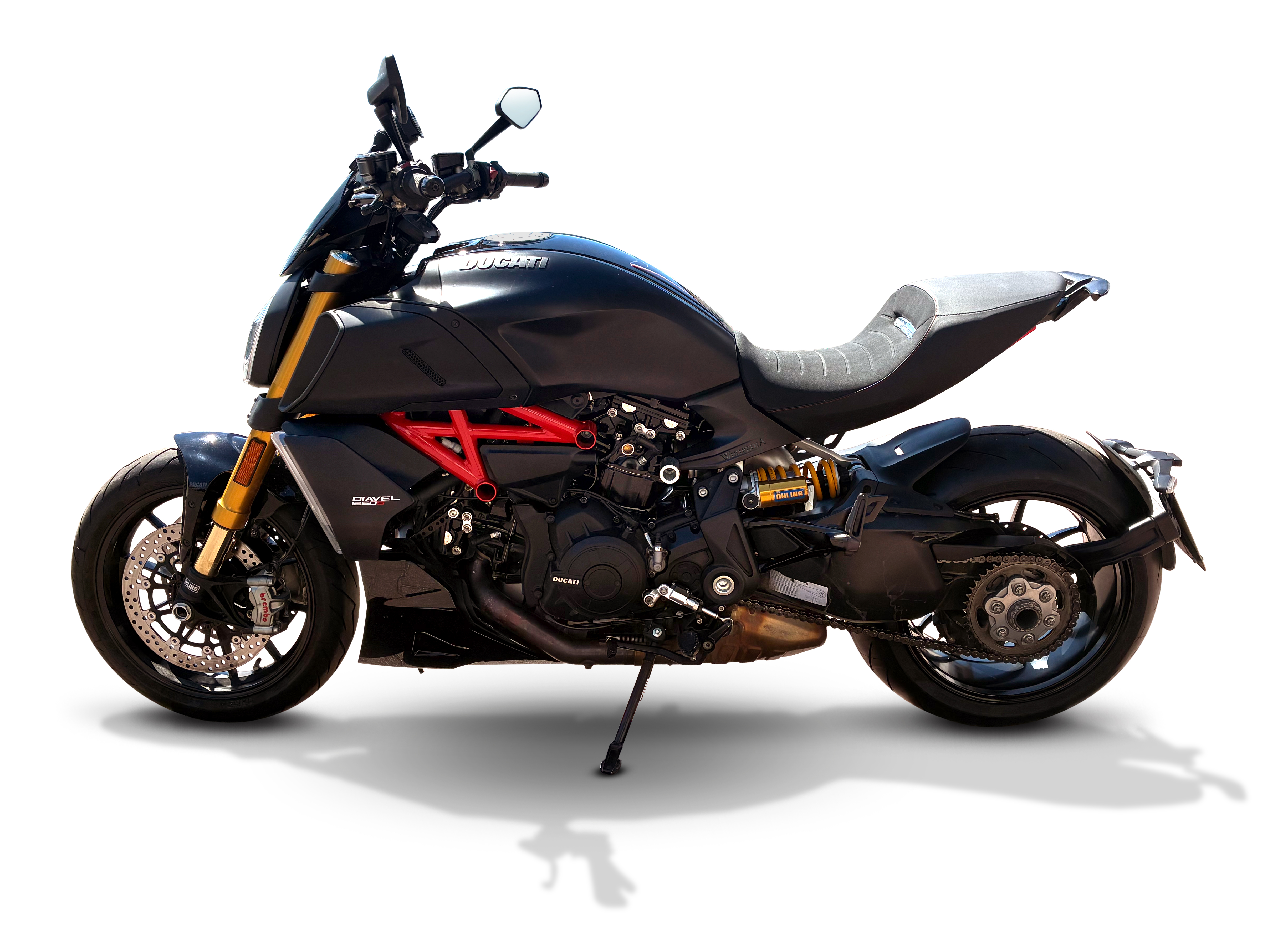
Ansicht von links: Blick auf die Einarmschwinge mit dem Mono-Federbein

Die Ducati Diavel ist ein Motorrad-Modell des italienischen Herstellers Ducati, das 2010 auf der EICMA vorgestellt wurde. Es vereinigt Stilelemente eines Cruisers, eines Drag Bikes und eines Sportmotorrades.

## Diavel
Der Name Diavel – italienisch, genauer gesagt bologneser Dialekt (dem Standort von Ducati) für Teufel – soll dem Ausruf eines Ducati-Mitarbeiters beim Anblick des Motorrads entstammen. Die Diavel übernimmt Stilelemente verschiedener Konzepte. So könnte sie aufgrund des langen Radstands als Dragbike, durch die niedrige Sitzposition als Cruiser, jedoch auch als Streetfighter bezeichnet werden, da der Motor dem Supersportler des Hauses, der Ducati 1198 entstammt. Bei dem verwendeten Testastretta 11° Dual Spark (DS) wurde allerdings der Winkel der Ventilüberschneidung auf 11° zurückgenommen (gegenüber 41° bei den Superbike-Motoren).
Der Motor ist ein Zweizylinder-V-Motor mit 1198 cm³, der aufgrund seiner Einbaulage von Ducati als L-Motor bezeichnet wird. Er verfügt über zahnriemengetriebene, desmodromische Ventilsteuerung der vier Ventile je Zylinder. Gekühlt wird der Motor über zwei Wasserkühler, die längs eingebaut sind. Im Gegensatz zu anderen Cruisern ist die Diavel relativ leicht (239 kg fahrfertig) und hat ein kurvengängiges Fahrwerk mit einer Schräglagenfreiheit von 41° Mitverantwortlich für die sportliche Ausrichtung ist auch der Hinterreifen, der speziell für die Diavel entwickelt wurde und weniger flach als vergleichbar breite Reifen ist.
Während ihrer Bauzeit wurde die Diavel immer wieder in Sonderserien angeboten:
Im Jahr 2013 bot Ducati die Diavel Strada an, eine Modellversion mit Windschutzscheibe, Packtaschen und einer „Sissybar“.
Die Diavel Carbon unterscheidet sich von der Standardversion durch zahlreiche Bauteile aus kohlenstofffaserverstärktem Kunststoff, geschmiedete Marchesini-Räder, eine geänderte Auspuffanlage und ein geringeres Gewicht (205 kg trocken).
Auf der Milan Men’s Fashion Week hat Ducati die in Kooperation mit dem Fashion Label Diesel entworfene Diavel Diesel vorgestellt. Verkaufsstart der auf 666 Stück limitierten Sonderserie war im April 2017.

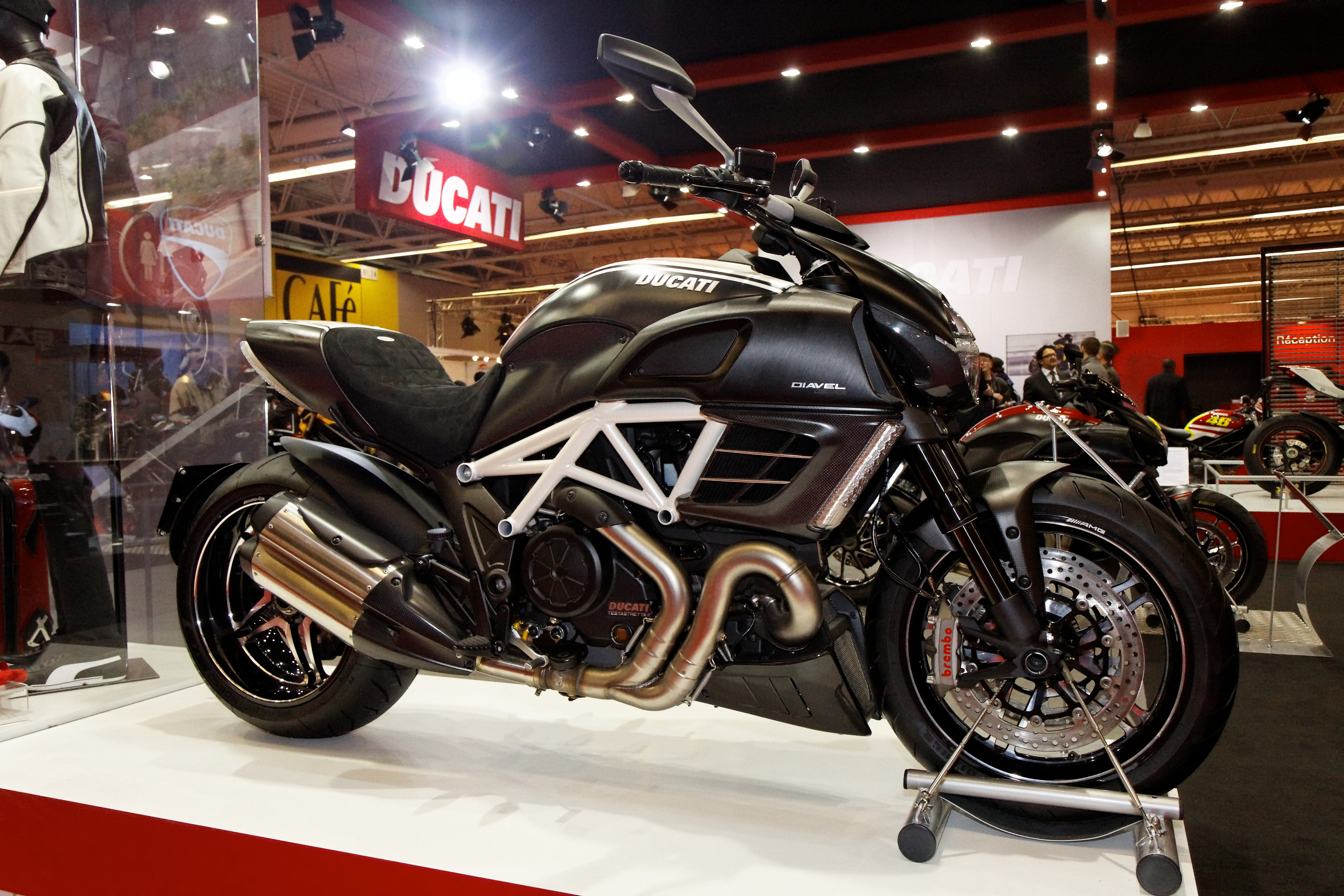
Ducati Diavel auf dem Pariser „Salon de la Moto“ 2011

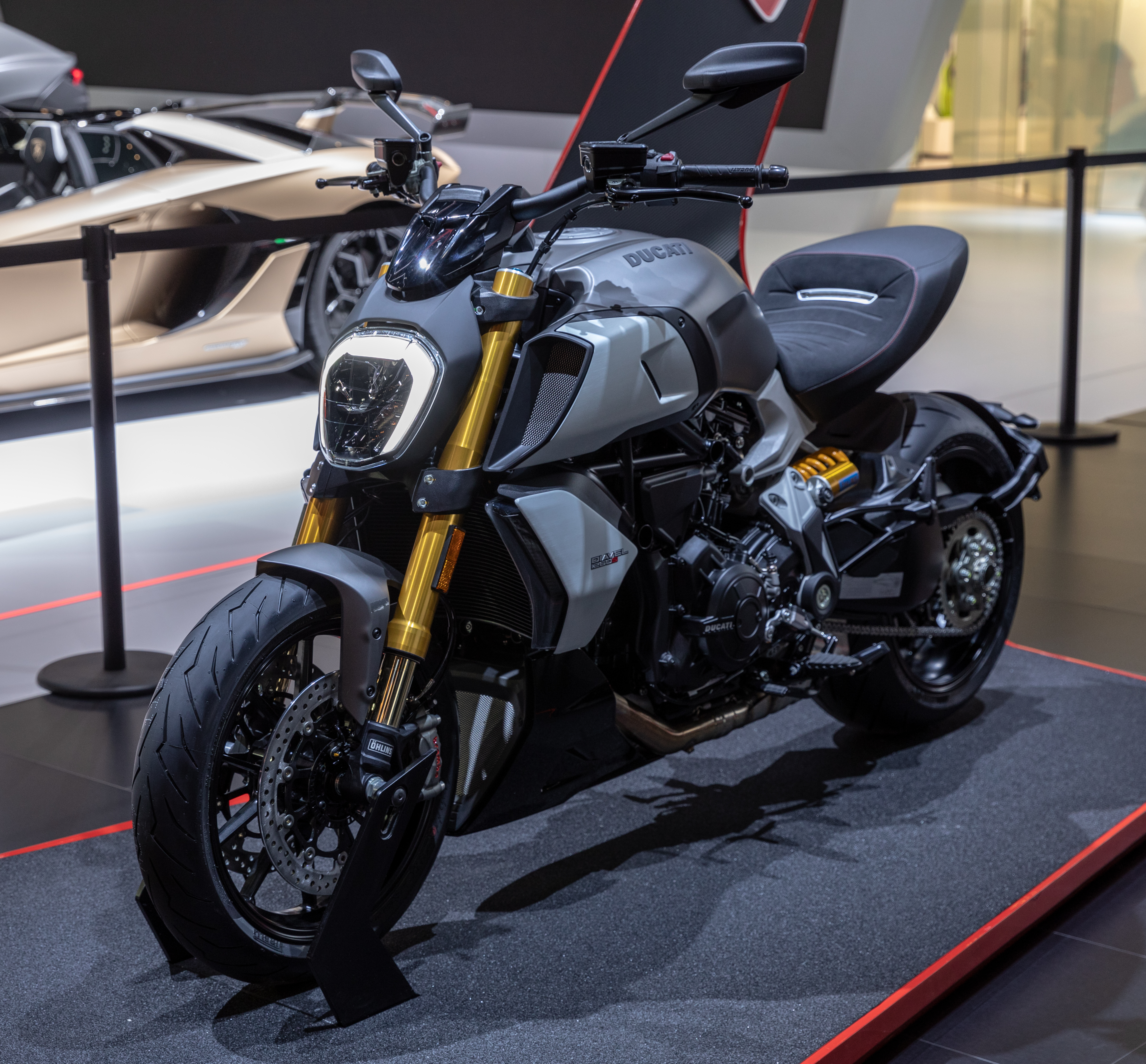
Diavel 1260 mit LED-Scheinwerfer

### Diavel 1260
2019 wurde die Diavel grundlegend überarbeitet. Sie übernahm die Technik der 2016 vorgestellten XDiavel, inklusive deren 1262 cm³ großen Motor und dem umfangreichen Elektronik-Paket mitsamt Kurven-ABS. Optisch sind die größten Änderungen die geänderte Auspuffanlage und LED-Lichter an Front und Heck.

## Kritiken
„Die Diavel lässt sich schwer in bekannte Motorradgattungen einordnen. Sie kann weit dynamischer bewegt werden, als alle bekannten Musclebikes oder Dragster, ist wesentlich potenter als alle Cruiser und hat durch das gewagte Design ein Alleinstellungsmerkmal. Ducatis Versuch, etwas völlig Neues zu konzipieren, ist geglückt. Und macht höllisch Spaß.“

„Wer will, kann das Motorrad auf bis zu 255 km/h beschleunigen. Starke Nackenmuskeln vorausgesetzt, denn selbst der optional erhältliche Miniatur-Windschild hält den Wind kaum ab. Wirklich genießen kann man die Fahrt zwischen 120 und 150 Sachen. Der Druck auf den Helm hält sich in Grenzen, und der Teufelsreiter kann die Maschine elegant und problemlos in die Kurven legen. Das Fahrwerk vermittelt ein gutes Gefühl für die Fahrbahn, eine achtstufige Traktionskontrolle und die bissige und fein zu dosierende Brembo-Bremsanlage mit ABS sorgen für ein hohes Maß an Sicherheit.“

„Wie gut der kolossale Klotz tatsächlich fährt, wie fein er sich von einer Schräglage in die andere dirigieren, durch weite wie enge Kurven und sogar durch eklige Spitzkehren führen lässt, kommt einem jedes Mal aufs Neue wie ein Wunder vor. Mit der Zeit gewöhnt man sich daran, dass er sich um Welten agiler verhält, als sein Anblick es erwarten lässt. Doch das Staunen darüber legt sich nie.“

## Technik der Diavel
(Quelle:)

### Motor
- Typ: flüssigkeitsgekühlter V2-Viertakt-Motor mit 90° Zylinderwinkel
- Ventilsteuerung: DOHC, Nockenwellenantrieb über Zahnriemen, vier desmodromisch betätigte Ventile pro Zylinder
- elektronische Benzineinspritzung mit Lambdaregelung, elliptische  Drosselklappen, Doppelzündung (ab Mod. 2014), geregelter Katalysator, 2 Lambdasonden
- Bohrung × Hub: 106 × 67,9 mm
- Hubraum: 1198 cm³
- Verdichtungsverhältnis: 12,5 : 1
- Nennleistung: 119 kW (162 PS) bei 9.250/min
- max. Drehmoment: 130,5 Nm bei 8.000/min
- Kraftübertragung: hydraulisch betätigte Ölbadkupplung mit Anti-Hopping-Funktion und Servo-Unterstützung, Sechsgang-Getriebe, 525er-O-Ring-Kette
- Primärübersetzung: 1,84 : 1
- Sekundärübersetzung: 2,9 : 1 (15er-Ritzel, 43er-Kettenblatt)

### Fahrwerk
- Gitterrahmen aus CrMo-Stahlrohren, Motor mittragend
- Marzocchi-Upside-down-Teleskopgabel, Standrohr-ø 50 mm, voll einstellbar
- Einarmschwinge aus Leichtmetall, Mono-Federbein, voll einstellbar
- Bremse vorn: Zwei Scheiben ø 320 mm, Vierkolben-Monobloc-Bremssättel, ABS
- Bremse hinten: Scheibe ø 265 mm, Zweikolben-Bremssattel, ABS
- Räder: vorne 3,50 × 17 Zoll, hinten 8,00 × 17 Zoll, Leichtmetallräder
- Reifen: vorne 120/70 ZR17, hinten 240/45 ZR 17

### Maße und Gewichte
- Radstand: 1.590 mm
- Lenkkopfwinkel: 62,0 Grad
- Nachlauf: 130 mm
- Federweg: vorne 120 mm, hinten 120 mm
- Sitzhöhe: 770 mm
- Leergewicht (betriebsfertig): 210/239 kg
- Tankinhalt: 17,0 l

## XDiavel

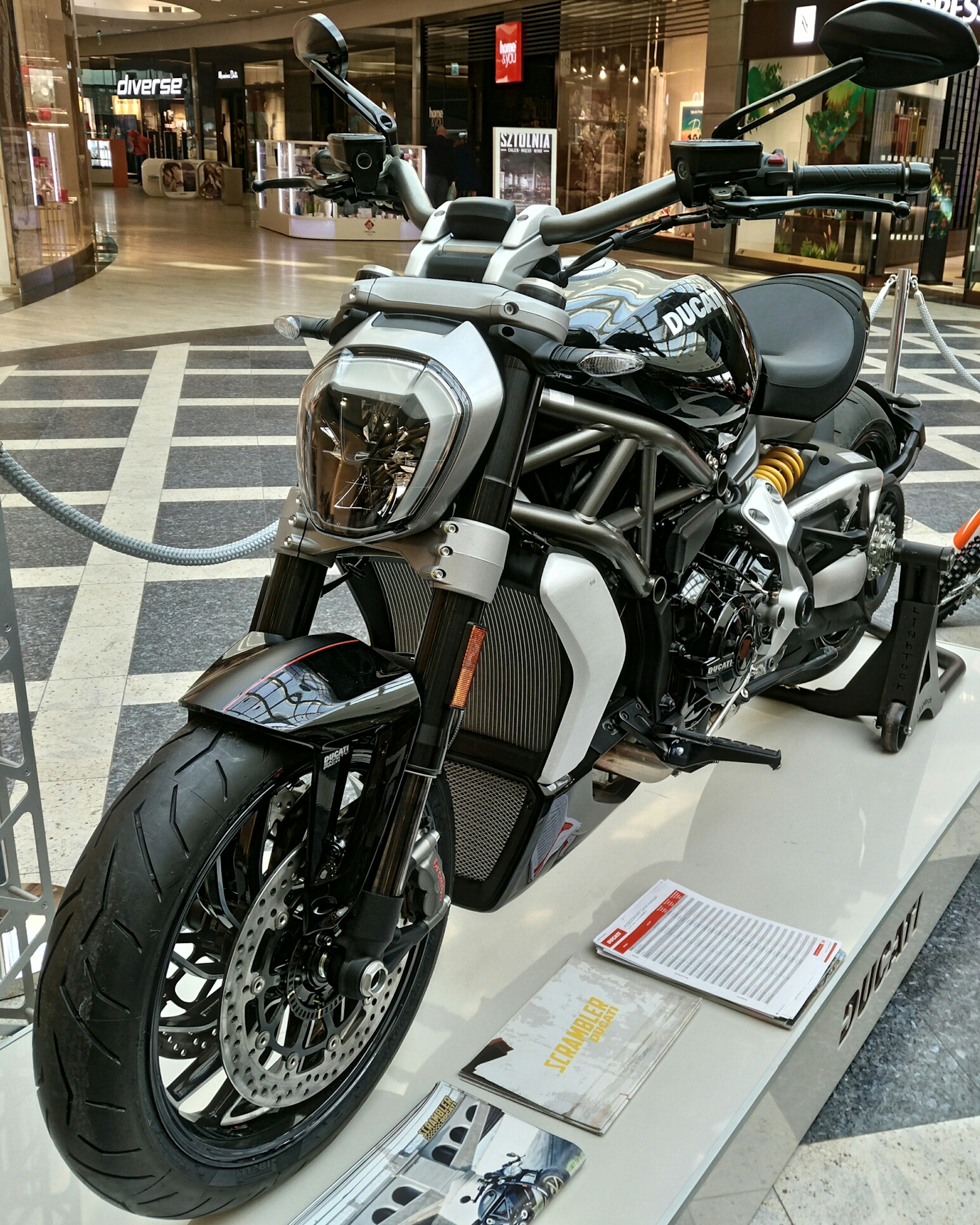
Geändertes Kühlerlayout der XDiavel

2016 wurde der Diavel nach 18.000 verkauften Exemplaren ein neues Modell zur Seite gestellt: die XDiavel. Während Ducati bei der Vorstellung der Diavel noch bemüht war, die Bezeichnung als Cruiser zu verhindern, wird die XDiavel offiziell so genannt. Entsprechend der neuen Ausrichtung wurden die Fußrasten nach vorne verlegt, der Radstand verlängert und der Lenkkopfwinkel abgeflacht um so eine Cruiser-typische Sitzposition zu erreichen. Das X im Namen steht dabei nicht für Offroad, sondern für die Verbindung von Sportler und Cruiser.
Auf technischer Seite wird weiterhin auf den Testastretta 11° gesetzt, dessen Hubraum jedoch auf 1262 cm³ anwuchs. Verglichen mit der Diavel ist die Spitzenleistung geringer, zugunsten eines hohen und früh anliegenden maximalen Drehmoments. Eine neu positionierte Wasserpumpe und der senkrecht statt waagerecht verbaute Kühler sollen einen ungehinderten Blick auf den Motor erlauben. Die Kraftübertragung auf das 240 mm breite Hinterrad erfolgt über Zahnriemen statt Kette. Gegenüber der Diavel wurde auch die Elektronik weiterentwickelt, neu sind neben Geschwindigkeitsregelanlage und Kurven-ABS auch eine „Ducati Power Launch“ genannte Launch Control.

## Technische Daten
|                                  | Diavel                                                                                           | XDiavel                                                                                          | Diavel 1260                                                                                      |
| -------------------------------- | ------------------------------------------------------------------------------------------------ | ------------------------------------------------------------------------------------------------ | ------------------------------------------------------------------------------------------------ |
| Baujahr                          | 2013–2018                                                                                        | seit 2016                                                                                        | seit 2019                                                                                        |
| Motorbauart                      | Testastretta: flüssigkeitsgekühlter 90° V2-Motor 4 Ventile pro Zylinder, desmodromisch gesteuert | Testastretta: flüssigkeitsgekühlter 90° V2-Motor 4 Ventile pro Zylinder, desmodromisch gesteuert | Testastretta: flüssigkeitsgekühlter 90° V2-Motor 4 Ventile pro Zylinder, desmodromisch gesteuert |
| Hubraum                          | 1198 cm³                                                                                         | 1262 cm³                                                                                         | 1262 cm³                                                                                         |
| Bohrung x Hub                    | 106 mm × 67,9 mm                                                                                 | 106 mm × 71,5 mm                                                                                 | 106 mm × 71,5 mm                                                                                 |
| Verdichtungsverhältnis           | 11,5:1                                                                                           | 13:1                                                                                             | 13:1                                                                                             |
| Nennleistung                     | 119 kW (162 PS) bei 9.500/min                                                                    | 115 kW (156 PS) bei 9.500/min                                                                    | 117 kW (159 PS) bei 9.500/min                                                                    |
| max. Drehmoment                  | 127,5 Nm bei 8.000/min                                                                           | 129 Nm bei 5.000/min                                                                             | 129 Nm bei 7.500/min                                                                             |
| Kupplung                         | hydraulische Mehrscheiben-Nasskupplung                                                           | hydraulische Mehrscheiben-Nasskupplung                                                           | hydraulische Mehrscheiben-Nasskupplung                                                           |
| Getriebe                         | 6-Gang-Getriebe                                                                                  | 6-Gang-Getriebe                                                                                  | 6-Gang-Getriebe                                                                                  |
| Radstand                         | 1590 mm                                                                                          | 1615 mm                                                                                          | 1600 mm                                                                                          |
| Leergewicht Trocken / Fahrbereit | 210 / 239 kg                                                                                     | 220 / 247 kg                                                                                     | 218 / 244 kg                                                                                     |
| Preis im Erscheinungsjahr        | ab 16.690 €                                                                                      | 19.890 € (S: 22.890 €)                                                                           | 19.990 € (S: 22.890 €)                                                                           |